# Cephalocarida
De Cephalocarida, vanwege hun bizarre lichaamsvorm ook wel strijkboutkreeftjes genoemd, vormen een kleine klasse van de kreeftachtigen.

## Anatomie
Cephalocarida zijn kleine (2 – 3,7 mm), nogal primitieve kreeftachtigen. Ze zijn langwerpig en vrij eenvoudig van lichaamsbouw vergeleken met de meeste schaaldieren. Ze bestaan uit een kop zonder ogen, met eentakkige eerste antenne, tweetakkige, goed ontwikkelde tweede antenne, mandibel met palp maar geen maxillipeden.
De thorax (borststuk) draagt geen carapax en bezit acht segmenten met acht paar tweetakkige pereopoden. Het abdomen (achterlijf) bestaat uit 12 segmenten zonder pleopoden. Uropoden zijn goed ontwikkeld en een telson is afwezig.

## Voorkomen
De negen beschreven soorten zijn benthische (leven op en in de zeebodem) zeedieren. Ze zijn gevonden van de getijdenzone tot op een diepte van 1500 m. Ze voeden zich met detritus (dood organisch materiaal) en zijn te vinden in allerlei soorten sediment, van zachte, lemige modder tot in grof, goed gesorteerd zand.
Ze komen voor aan de oost- en westkust van gematigd en tropisch Noord- en Zuid-Amerika, in Nieuw-Zeeland, Nieuw-Caledonië en Japan.

## Orde
- Brachypoda[3]